# Рай Бенджамин
Рай Бенджамин (на английски: Rai Benjamin) e американски лекоатлет, състезател по бягане с препятствия и спринтьор. Той е вторият най-бърз мъж в историята на дисциплината 400 m бягане с препятствия с най-добро лично време от 46,17 сек.
Бенджамин печели сребърен медал на първите си олимпийски игри през 2021 г. и златен медал на олимпийските игри през 2024 г. в дисциплината 400 m бягане с препятствия.
Бенджамин има и сребърни медали от Световното първенство по лека атлетика през 2019 г. и 2022 г. на 400 m бягане с препятствия и златни медали в щафетата 4×400 m от световните първенства през 2019 и 2021 г.

## Биография
Бенджамин е роден на 27 юли 1997 г. в Маунт Върнън, щата Ню Йорк, САЩ. Баща му е от Антигуа и Барбуда.